# 汶萊馬來人
汶萊馬來人（爪夷文: اورڠ ملايو بروني‎），是指生活在汶萊、納閩、沙巴西岸和砂拉越北部的馬來人。他們雖然他們在種族上和其他馬來人彼此相關，並遵循伊斯蘭教的教義，但語言和文化不同於在廣義馬來世界的馬來人。
在馬來西亞獨立後，他們和東馬其他馬來人被定為義為土著民族的一部分。

## 詞源
根據官方統計，汶萊馬來人這一術語只在1921年汶萊進行種族人口普查之後才開始使用。這與1906年和1911年的人口普查不同，後者只使用汶萊人一字，這可能表明了汶萊人對他們的馬來身份的自我認知的轉變。
西方關於汶萊的最早的記錄由意大利旅行家Ludovico di Varthema報導，他說汶萊人比他在馬魯古群島遇到的人膚色更淺，更矮，人民是異教徒但是善良的人。

## 歷史

### 起源
人們普遍認為，汶萊王國由第一個蘇丹阿拉克·巴塔塔爾在14世紀成立。然而，從中國的記錄來看，較早的汶萊早在汶萊王國成立前800年就已經存在。儘管一些說法指出，汶萊馬來人來自中南半島和臺灣，然後南下菲律賓，最後定居在婆羅洲沿海。但研究人員仍然無法追溯到老汶萊王國的起源。

## 文化

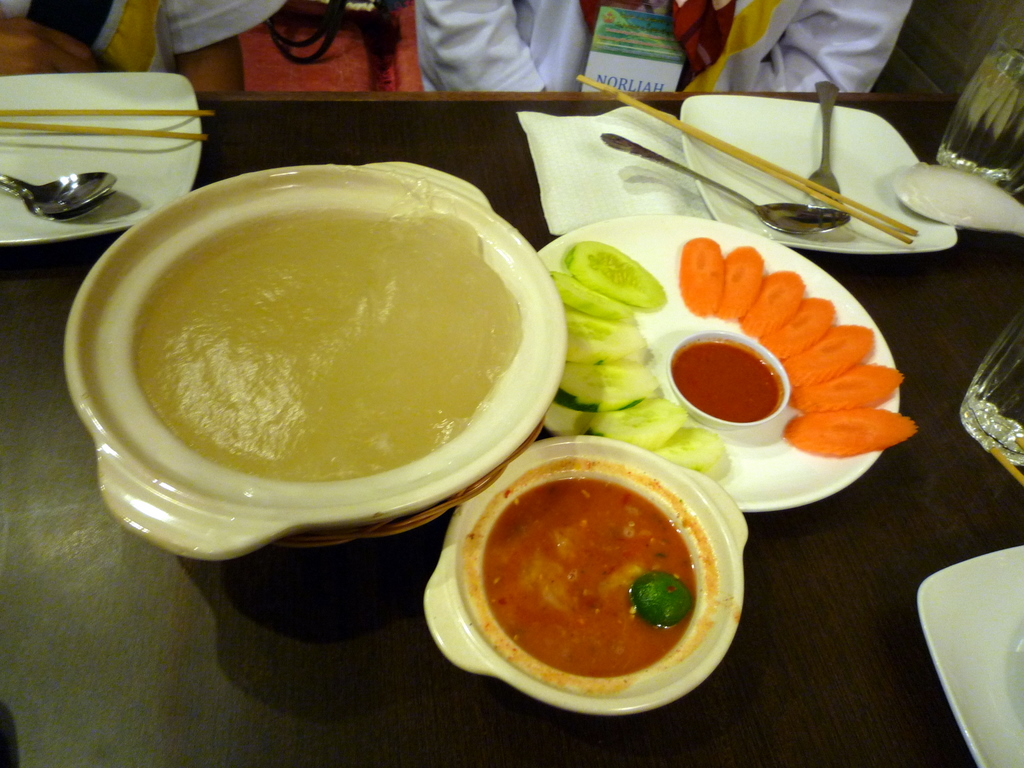
西米糕為汶萊馬來料理，也是汶萊國菜

作為汶萊官方國菜，西米糕（用西米製作的糕狀食品）是汶萊馬來人的主要菜餚，並配以各種各樣的小吃。

## 音樂
汶萊馬來人的主要歌曲和舞蹈是阿達-阿達，傳統上由汶萊漁民傳唱。

### 延伸阅读
1. [Laporan banchi pendudok Brunei, 1971] 错误：{{Lang}}：缺少语言标签（帮助） ([Bahagian Ekonomi dan Perangkaan, Jabatan Setia Usaha Kerajaan] 错误：{{Lang}}：缺少语言标签（帮助）), 1971.
2. Mohd. Nor bin Long; [Perkembangan pelajaran di Sabah] 错误：{{Lang}}：缺少语言标签（帮助） ([Dewan Bahasa dan Pustaka, Kementerian Pelajaran Malaysia] 错误：{{Lang}}：缺少语言标签（帮助）), 1978.
3. Sabihah Osman, Muhamad Hadi Abdullah, Sabullah Hj. Hakip; [Sejarah Brunei menjelang kemerdekaan] 错误：{{Lang}}：缺少语言标签（帮助） ([Dewan Bahasa dan Pustaka, Kementerian Pendidikan Malaysia] 错误：{{Lang}}：缺少语言标签（帮助）), 1955.